# Moosheide
Die Moosheide ist ein kreisübergreifendes Naturschutzgebiet mit einer Größe von 442,72 ha, das sich überwiegend (281,83 ha) in Hövelhof im Kreis Paderborn und zum kleineren Teil (160,89 ha) in Schloß Holte-Stukenbrock im Kreis Gütersloh befindet. In dem Gebiet liegen die Sickerquellen  der Ems. Es wird mit den Nummern PB-027 und GT-017 geführt. Weitere 0,59 ha, geführt mit der Nummer PB-027E1, sind als Erweiterungsgebiet vorgesehen. 
Der Gebietsteil im Kreis Gütersloh wurde im Jahr 1974, der Teil im Kreis Paderborn im Jahr 2004 als Naturschutzgebiet ausgewiesen. Es dient zur Erhaltung eines geomorphologisch ausgeprägten Landschaftsraumes der oberen Senne mit erdgeschichtlich bedeutsamen Dünenbildungen, Sandtrockenfluren, Heiden, lichten Kiefernwäldern, erdgeschichtlich bedeutsamen trockenen und gewässerführenden Schluchttalbildungen mit Quellen, Quellbächen und Feuchtwiesen.

## Lage und Beschaffenheit
Die Moosheide liegt am westlichen Rand des Truppenübungsplatzes Senne, am nördlichen Rand befindet sich das ehemalige Stammlager VI K (326), in dem sich heute die Polizeischule „Erich Klausener“ befindet. Neben der Ems entspringt mit dem Holtebach ein weiteres Gewässer innerhalb der Moosheide.
Die im Gebiet vorhandenen Sanddünen werden zu den ältesten in Nordwestdeutschland gezählt, es wird vermutet, dass sie sich ab dem Ende der Weichseleiszeit, also beginnend vor etwa 10.000 Jahren, entwickelten. Aufgrund von Aufforstungen, die Mitte des 19. Jahrhunderts stattfanden, bieten sie lichten Kiefernwäldern Raum. Alte Wacholderpflanzen im Naturschutzgebiet zeugen von der ursprünglichen Heidevegetation, die hier regionaltypisch vor der Aufforstung zu finden war.

## Flora

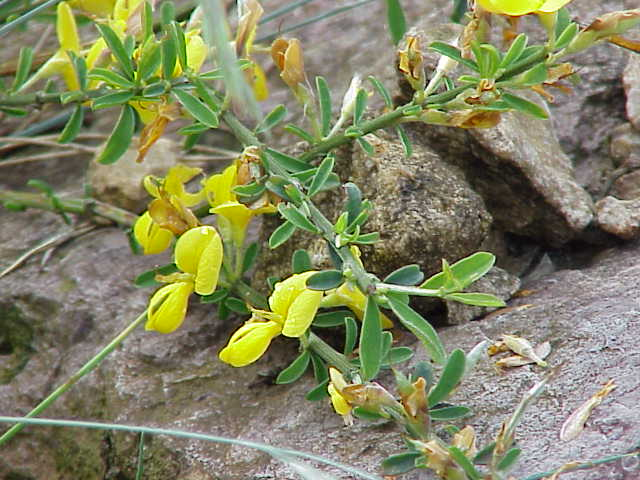
Behaarter Ginster

Bemerkenswerte hier vorkommende Pflanzenarten sind neben Kiefern unter anderem Keulen-Bärlapp, Behaarter Ginster, Nickendes Wintergrün, Saat-Hohlzahn und Wacholder.

## Fauna

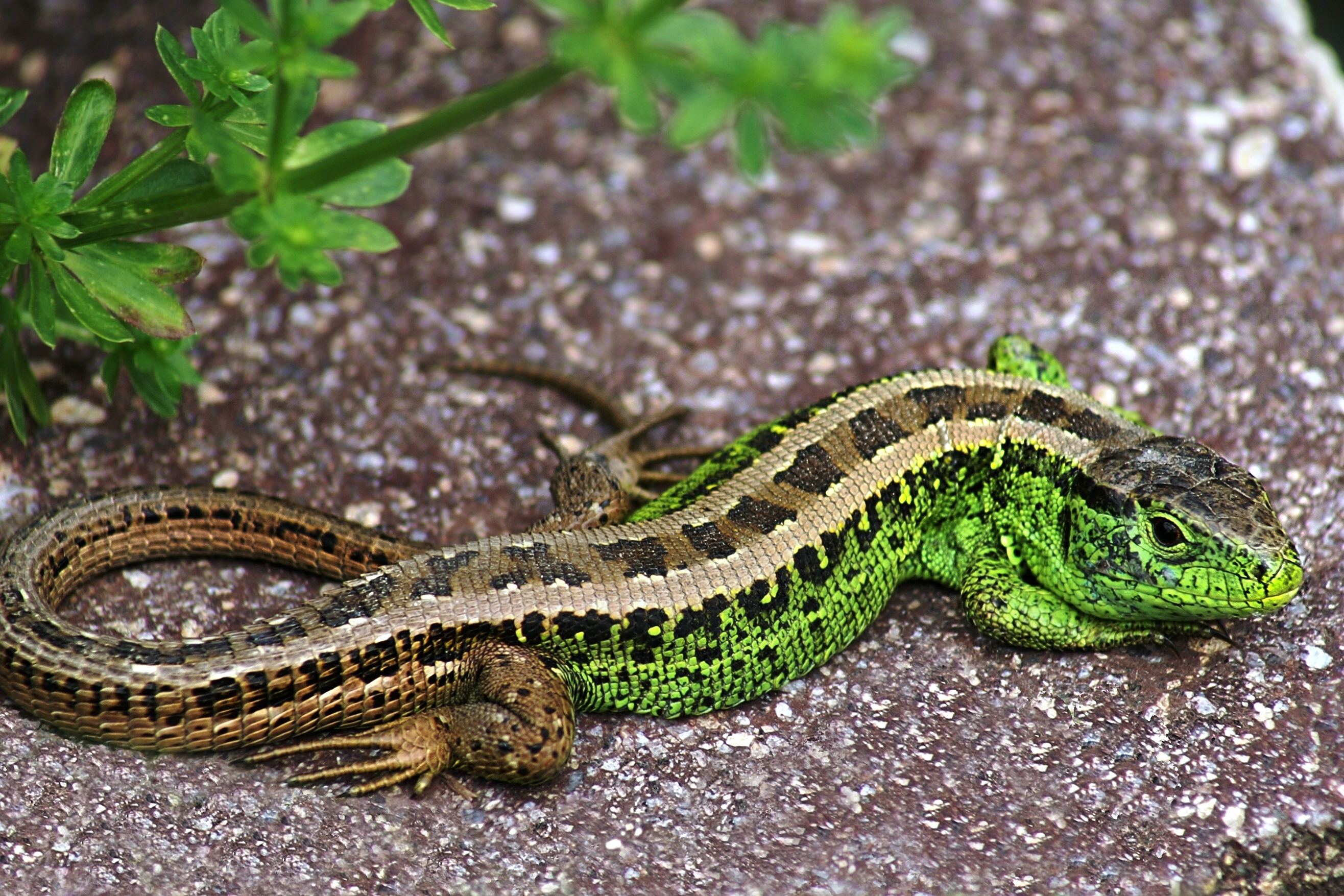
Eine männliche Zauneidechse

Es wurden 99 Vogelarten nachgewiesen, davon 39 Arten der Roten Liste beziehungsweise der Vorwarnliste gefährdeter Arten des Landes Nordrhein-Westfalen. Dazu zählen der Eisvogel, die Heidelerche, die Dorngrasmücke, die Uferschwalbe, und auch die Kreuzkröte und die Zauneidechse.

## Sonstiges
Das Gebiet ist seit 1994 über einen naturkundlichen Lehrpfad erschlossen. Eine Begleitbroschüre enthält Erläuterungen zu 21 Stationen.
Auf Teilflächen werden Senner Pferde zur Beweidung und Offenhaltung der Landschaft verwendet.